# Бурнус

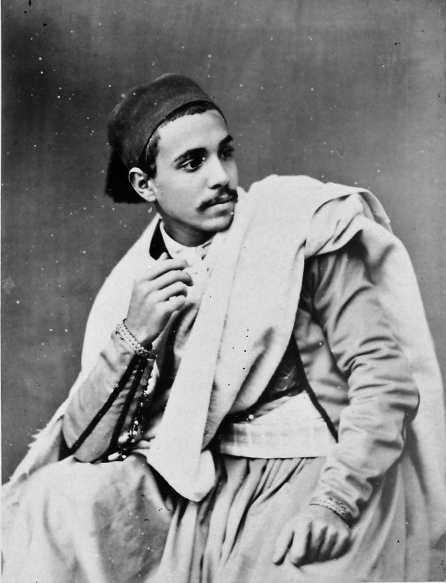
Алжирец в бурнусе

Бурну́с (араб. البرن‎, Al’burnus, фр. Burnous) — очень широкий, просторный мужской или женский плащ с капюшоном из сукна или тонкого войлока, изначально светлых тонов, орнаментированный тесьмой, шнурами и аппликациями в восточном стиле.
Изначально бурнус был распространён у арабов и берберов Северной Африки, оттуда проник в Европу во время Крестовых походов. Бурнусы были частью униформы солдат французской колониальной армии — спаги. В России бурнус впервые упоминается в 1831 году. К 1850-м годам в моду вошли чёрные бурнусы. В дань арабскому происхождению модели бурнусов носили названия «али-баба» и «альгамбра». В пьесе А. Н. Островского «Светит, да не греет» 1881 года содержится аллюзия на большие размеры бурнуса — выражение «Это значит из шляпки бурнус делать».